# 竹原ピストル
竹原 ピストル（たけはら ピストル、1976年〈昭和51年〉12月27日 - ）は、日本のシンガーソングライター、俳優である。本名および別名義は竹原 和生（たけはら かずお）、千葉県千葉市出身で道都大学を卒業した。オフィスオーガスタ所属、血液型A型、既婚、京都府八幡市在住、関西圏で活動中。
元野狐禅のメンバーで、解散後はソロとして活動し、俳優としておもに熊切和嘉監督の映画に出演する。

## 略歴・人物
千葉市立蘇我中学校卒業、拓殖大学紅陵高等学校在学中はボクシング部で副部長を務め、道都大学在学中もボクシング部で活動した。
幼少期から音楽に触れ、高校時代に友人と3人組バンドPALLETを組みライブハウスに出演した。1999年に大学時に知り合ったハマノヒロチカとフォークバンド野狐禅を結成し、のちにオフィスオーガスタに所属して2003年にメジャーデビューした。
2006年に映画『青春☆金属バット』で主演してテーマソングも野狐禅として担当した。
2009年5月9日に野狐禅の解散を発表してインディーズのソロミュージシャンとして活動を始めた。
2011年に松本人志監督作品『さや侍』へ竹原和生名義で出演し、主題歌「父から娘へ 〜さや侍の手紙〜」を担当した。映画公開時に松本は高く評価した。
2014年に野狐禅時代に所属していたオフィスオーガスタへ再び所属する。
2016年に映画『永い言い訳』へ出演し、第90回キネマ旬報ベスト・テン助演男優賞、第40回日本アカデミー賞優秀助演男優賞を受賞する。
2017年に住友生命保険「1UP」のCMソングで57th ACC CM FESTIVAL クラフト賞の作曲家賞を受賞する。
2017年第68回NHK紅白歌合戦へ初出場して白組で「よー、そこの若いの」を歌唱した。
既婚者で1男がいる。気持ち悪いほど几帳面な性格で、マイクが1センチでもズレているとずっと気にする。高校在学中の親友に「世に出た時のために、芸名を考えてよ」と芸名のピストルを考えてもらった。

## ディスコグラフィ

### 楽曲提供
- 中村中「旅人だもの」（作詞作曲。中村中との共作）
- 重岡大毅・藤井流星(ジャニーズWEST)「ぼくらしく」（作詞作曲）

## タイアップ
| 曲名                       | タイアップ | 収録先                                                       |
| -------------------------- | --- | ------------------------------------------------------------ |
| よー、そこの若いの         | 住友生命「1UP」CMソング                                                                                         | アルバム「youth」（2015年11月25日）                          |
| Forever Young              | テレビ東京ドラマ24「バイプレイヤーズ 〜もしも6人の名脇役がシェアハウスで暮らしたら〜」エンディングテーマソング  | 2017年1月25日より配信開始 アルバム「PEACE OUT」（2017年4月） |
| 俺たちはまた旅に出た       | 伊藤忠商事 コーポレートメッセージCMソング                                                                       | アルバム「PEACE OUT」（2017年4月）                           |
| ゴミ箱から、ブルース       | テレビ東京系ドラマ「バイプレイヤーズ 〜もしも名脇役がテレ東朝ドラで無人島生活したら〜」エンディングテーマソング | 2018年2月7日より配信開始                                     |
| 隠岐手紙                   | アニメ「中間管理録トネガワ」第1話 - 第12話エンディングテーマ                                                    |                                                              |
| わたしのしごと             | サントリーコーヒー「BOSS」&ナビタイム「トラックカーナビ」コラボレーションプロジェクトソング                     |                                                              |
| ぼくの夢でした             | サントリー「BOSS」&福岡ソフトバンクホークスコラボCMソング                                                       |                                                              |
| カウント10                 | NHK BSプレミアムドラマ「盤上のアルファ 〜約束の将棋〜」主題歌                                                   |                                                              |
| My Way                     | サントリーコーヒー「BOSS」CMソング                                                                              |                                                              |
| いくぜ!いくか!いこうよ!    | 「奥村組」CMソング                                                                                              | アルバム「GOOD LUCK TRACK」（2018年4月）                     |
| あ。っという間はあるさ     | 住友生命「Vitality」CNソング                                                                                    | 2019年5月8日より配信                                         |
| この道 この船              | NHK大河ドラマ「西郷どん」西郷どん紀行テーマ曲                                                                   | 2019年5月8日より配信                                         |
| おーい! おーい!!           | KADOKAWA映画「泣くな赤鬼」主題歌                                                                                | 2019年6月3日より配信                                         |
| ON THE ROAD                | テレビ東京ドラマ24「Iターン」エンディングテーマ                                                                 | アルバム「It's My Life」（2019年9月4日）                     |
| ひまわりさくまであとすこし | ACジャパン2018年度キャンペーン「オモイデはニッポンの人」楽曲                                                    | アルバム「It's My Life」（2019年9月4日）                     |
| リョウメンシダ             | 首都医校・大阪医専・名古屋医専 TVCMソング                                                                       | 2020年5月13日より配信                                        |
| サンサーラ                 | フジテレビ「ザ・ノンフィクション」番組テーマソング                                                              | 2020年5月13日より配信                                        |
| 一夜                       | テレビ朝日系ドラマ「ブラック・ジャック」主題歌                                                                  | 2024年7月1日より配信                                         |

## 主なライブ

### ワンマンライブ・主催イベント
| 期間                            | タイトル                                                     | 規模    |
| ------------------------------- | ------------------------------------------------------------ | ------- |
| 2012年                          | 白木ボクシングクラブ公開スパーリング                         |         |
| 2014年 1月6日 - 2月28日         | 竹原ピストル LOPツアー                                       | 32公演  |
| 2014年 10月20日 - 2015年1月22日 | 竹原ピストル 全都道府県弾き語りツアー”BEST BOUT”             | 56公演  |
| 2016年 1月15日 - 10月9日        | 竹原ピストル 全国弾き語りツアー“youth”                       | 112公演 |
| 2016年 12月19日・12月27日       | LIVE ”BEST BOUT+youth”                                       | 2公演   |
| 2017年 5月7日 - 12月22日        | 全国弾き語りツアー"PEACE OUT"                                | 60公演  |
| 2017年 9月2日・9月3日           | 竹原ピストル ワンマンライブ 『独壇場』                       | 2公演   |
| 2018年 4月8日                   | 竹原ピストル アルバム「GOOD LUCK TRACK」リリース記念イベント | 1公演   |
| 2018年 6月2日                   | 瑞巌寺落慶 祈念コンサート 竹原ピストル in 瑞巌寺             | 1公演   |
| 2018年 6月14日・12月22日        | 全国弾き語りツアー "GOOD LUCK TRACK"                         | 52公演  |

## 出演

### 映画
- 青春☆金属バット（2006年） - 主演・難馬邦秋 役
- フリージア（2007年） - シバザキ 役
- 海炭市叙景（2010年） - 井川颯太 役
- さや侍（2011年） - 托鉢僧 役（竹原和生名義）
- 私の男（2014年） - 花の父親 役
- 永い言い訳（2016年） - 大宮陽一 役
- 影踏み （2019年）- 吉川聡介 役
- 糸（2020年） - 矢野清 役[22]
- サバカン SABAKAN（2022年） - 久田広重 役[23][24]
- 658km、陽子の旅（2023年）- 工藤茂 役[25]
- サンセット・サンライズ（2025年) - 高森武 役[26]
- ファーストキス 1ST KISS（2025年）[27]
- 悪い夏（2025年） - 山田吉男 役[28]
- 災 劇場版（2026年公開予定） - 飯田剛 役[29]

### テレビ

#### 音楽番組
- 玉置浩二ショー（2015年12月18日、NHK BSプレミアム）
- MUSIC FAIR（2017年1月22日、フジテレビ）
- Love music（2017年1月29日・4月30日、フジテレビ）
- バズリズム（2017年4月7日、日本テレビ）
- プレミアMelodiX!（2017年4月11日、テレビ東京）
- ミュージックステーション（2017年4月14日、テレビ朝日）
- SONGS 第421回（2017年5月18日、NHK）[30]
- THE MUSIC DAY 願いが叶う夏（2017年7月1日、日本テレビ）
- 音楽の日（2017年7月15日・16日、TBS）
- ベストヒット歌謡祭2017（2017年11月15日、読売テレビ）
- COUNT DOWN TV（2017年11月25日ほか、TBS[31]）
- 2017 FNS歌謡祭 第2夜（2017年12月13日、フジテレビ）
- 第68回NHK紅白歌合戦（2017年12月31日、NHK） ※初出場
- 竹原ピストル 〜独り語りと弾き語り〜（2018年4月6日〈初回放送〉、スペースシャワーTV）[32]
- ミュージックステーション（2020年1月31日、テレビ朝日）

#### バラエティ・密着番組
- タカトシの涙が止まらナイト（2014年3月10日、テレビ東京）
- 本能Z（2016年8月27日、CBCテレビ）
- Crossroad（2016年9月24日、テレビ東京）
- ネクストブレイカー 竹原ピストル（2016年10月30日、NHK BSプレミアム）
- トーキングフルーツ（2016年11月15日、フジテレビ）
- チマタの噺（2017年4月11日、テレビ東京）

#### テレビドラマ
- バイプレイヤーズ 〜もしも6人の名脇役がシェアハウスで暮らしたら〜（2017年1月 - 4月、テレビ東京） - 本人 役（エンディングテーマも担当し、同曲「Forever Young」を竹原本人が登場して歌っている）
  - バイプレイヤーズ 〜もしも名脇役がテレ東朝ドラで無人島生活したら〜（2018年2月 - 3月、テレビ東京） - 本人 役（エンディングテーマも担当し、同曲「ゴミ箱から、ブルース」を竹原本人が登場して歌っている。最終話の第5話ではED撮影メイキングシーンから放映された）
- 60 誤判対策室（2018年5月6日 ‐ 2018年6月3日、WOWOW） - 中倉徹 役
- タリオ 復讐代行の2人 第2話（2020年10月16日、NHK） - 谷村寛治 役
- 浜の朝日の嘘つきどもと[注釈 3]（2020年10月30日、福島中央テレビ） - 主演・川島健二 役（高畑充希とのW主演）[33]
- 直ちゃんは小学三年生（2021年1月8日 - 2月13日、テレビ東京） - 山ちょ 役
  - 直ちゃんは小学五年生（2022年10月6日・13日）[34]
- コールドケース3 〜真実の扉〜 第8話「汚名」（2021年1月30日、WOWOW） - 灰原拓郎 役
- 星新一の不思議な不思議な短編ドラマ『夜と酒と』（2022年7月5日、NHK BS4K・BSプレミアム） - 主演・男 役[35]
- 姪のメイ（2023年9月8日 - 10月13日、テレビ東京） - 赤井雄志 役[36]
- ブラック・ジャック（2024年6月30日、テレビ朝日） - 琵琶丸 役[37] ※主題歌「一夜」も担当
- ハスリンボーイ（2024年11月1日 - 12月20日、WOWOW） - 村田 役[38]
- 災（2025年4月6日 - 5月11日、WOWOW） - 飯田剛 役[39]

#### その他
- おはよう日本（2022年8月17日、NHK） - 雨天の新潟市内を傘をさして移動する姿がニュース映像として使用された[40][41]

### ラジオ
- 竹原ピストルとaveのラジオ番組（2017年4月30日 - 、ラジオ福島） ※月1回放送
- 伊集院光とらじおと（2018年4月3日、2020年5月6日、TBSラジオ） - ゲスト出演[42][43]

### CM
- サントリーフーズ『プライドオブボス』（2017年9月5日 - ） ※トミー・リー・ジョーンズ、松重豊、内野聖陽と共演[44]
- 日本マクドナルド『ビッグマックなんて』（2022年5月26日 - ） ※永山瑛太と共演[45]

### 配信ドラマ
- グラスハート（2025年7月31日 - 、Netflix） - 上山源司 役[46]